# Cattedrale del Sacro Cuore di Gesù (Mandalay)
La Cattedrale del Sacro Cuore di Gesù (in birmano ရွှေနှလုံးတော် ကက်သလစ် ဘုရားရှိခိုးကျောင်း) è una cattedrale cattolica romana a Mandalay, Birmania. Consacrata nel 1890, la cattedrale si trova sulla 81ª strada tra la 25a e la 26a strada.
La cattedrale serve come quartier generale dell'arcidiocesi metropolitana di Mandalay; segue il rito romano o latino ed è decorata con i colori blu e bianco. Come indica il suo nome è dedicata al Sacro Cuore di Gesù, simbolo dell'amore divino.
La cattedrale offre messe in lingua birmana per tutta la settimana e venerdì e sabato alcuni servizi in inglese. All'esterno della cattedrale si trova una piccola cappella con l'immagine di Gesù.